# ESP Ohio
ESP Ohio is een Amerikaanse lo-fi indierockband. De band werd opgericht in 2016 nadat Robert Pollard in hetzelfde jaar Guided by Voices heroprichtte. ESP Ohio bestaat naast Pollard uit Doug Gillard (Death of Samantha, Guided by Voices, Nada Surf), Mark Shue (Beech Creeps, Chomper, Guided by Voices) en Travis Harrison.

## Geschiedenis
Zanger Robert Pollard is de frontman van de indierockband Guided by Voices. Hij richtte deze band op in 1983. In 1996 liet Pollard de bandleden gaan en ging hij verder met Cobra Verde onder dezelfde naam van Guided by Voices. Met deze nieuwe samenstelling nam hij het album Mag Earwhig! (1997) op en ging hij op tournee ter ondersteuning van het album. In 2004 werd Guided by Voices opgeheven.
Pollard en Doug Gillard, zanger/gitarist in Cobra Verde, bleven samenwerken en namen enkele albums op. Na een eerdere heroprichting in 2010 en opheffing in 2014, startte Pollard opnieuw met Guided by Voices in 2016. In eerste instantie zou Nick Mitchell (Ricked Wickey, Skeptical Cats) deel uitmaken van de bezetting maar hij werd vervangen door Gillard. Er ontstond opnieuw een samenwerking tussen Gillard en Pollard, aangevuld met Mark Shue, die resulteerde in ESP Ohio. Travis Harrison vervolmaakte de bezetting.
Het debuutalbum Starting point of the royal cyclopean werd uitgebracht in 2016. Aan het uitbrengen van het album gingen twee singles vooraf, Royal cyclopean en Lithuanian bombshells. Het album werd door Post-Trash uitgeroepen tot een van de beste albums van 2016. Het afmixen en masteren werd verzorgd door Mitchell.

## Discografie

### Album
- Starting point of the royal cyclopean, 2016

### Singles
- Royal cyclopean, 2016
- Lithuanian bombshells, 2016